# Vom Schurken und der keuschen Frau
Vom Schurken und der keuschen Frau ist eine Erzählung aus den Geschichten aus Tausendundeiner Nacht. In der Arabian Nights Encyclopedia wird sie als ANE 185 gelistet (→ Tausendundeine Nacht – Liste der Geschichten). Sie ist eine Binnengeschichte der größeren Erzählung Die List und Tücke der Frauen (ANE 181).
Die Geschichte erzählt von einer bösartigen List gegen eine keusche Ehefrau.

## Handlung
Einst begehrte ein Mann eine wunderschöne, aber verheiratete Frau, die ihrerseits ihrem Gatten treu ergeben war. Irgendwann verlor der Mann die Geduld und ersann eine böse List. Der Mann hatte sich das Vertrauen eines Jünglings erschlichen, der im Haus des Ehepaares lebte und eines Tages gewährte er ihm in Abwesenheit des Ehepaares Zugang zum Haus. Der Mann betrat heimlich das Schlafzimmer und goss etwas Eiklar auf das Bett; dann verließ er das Haus wieder.
Später kam der Ehemann nach Hause und fand auf dem Bett etwas feuchtes Weißes vor, das er für menschliches Sperma hielt. Daraufhin fragte er den Jüngling, wo seine Frau war – diese war ins Badehaus gegangen – und nun sah sich der Ehemann in seinem Verdacht bestätigt. Als seine Frau zurückkam, konfrontierte er sie mit dem vermeintlichen, von ihr geleugneten Ehebruch, schlug sie und drohte ihr gar die Kehle durchzuschneiden. Die Frau schrie um Hilfe und die Nachbarn kamen noch rechtzeitig. Als der Ehemann seine Vorwürfe wiederholte, verteidigten die Nachbarn seine Gattin, die sie als tugendhafte, keusche Frau kannten. Als der Gatte auf die Flüssigkeit auf dem Bett verwies, kam einem der Nachbarn ein Verdacht und er nahm von dem Eiklar und briet es in einer Pfanne und gab allen davon zu essen. So erkannten alle, dass es sich nicht um menschliches Sperma, sondern Eiklar gehandelt hatte und die Frau war entlastet und das Paar versöhnte sich.

## Hintergrund

### Textgeschichte
Die Geschichte findet sich in den frühen arabischen Druckschriften von Tausendundeine Nacht, unter anderem in Bulaq I, der Breslauer Ausgabe und der Kalkutta-II-Edition. Max Habicht griff für seine Übersetzung auf die Breslauer Ausgabe zurück, Richard Francis Burton und Enno Littmann auf Kalkutta II.

### Ähnliche Geschichten
Das Erzählmotiv der Geschichte findet sich ebenso in der Tausendundeine Nacht-Geschichte Vom Qadi Abu Yusuf und der Herrin Zubaida (ANE 119); hier glaubt der Kalif Hārūn ar-Raschīd den Ehebruch seiner Gattin Zubaida bint Dschaʿfar enttarnt zu haben; doch handelt es sich bei dem vermeintlichen Beweis ebenfalls nicht um menschliches Sperma.

## Ausgaben
- Max Habicht: Tausend und eine Nacht – Arabische Erzählungen, F.W. Hendel Verlag, Leipzig 1926, 12 Bände (Erstausgabe 1824–1843, Breslauer Edition und Tunesische Handschrift), Band 11, S. 165f.
- Enno Littmann: Die Erzählungen aus den tausendundein Nächten, Insel Verlag, Frankfurt 1968 (Erstausgabe 1922–1928), 6 Bände (Kalkutta-II-Edition), Band 4, S. 268–27